# Гарбор-Біч (Мічиган)
Гарбор-Біч (англ. Harbor Beach) — місто (англ. city) в США, в окрузі Гурон штату Мічиган. Населення — 1604 особи (2020).

## Географія
Гарбор-Біч розташований за координатами 43°50′41″ пн. ш. 82°39′17″ зх. д. / 43.84472° пн. ш. 82.65472° зх. д. (43.844838, -82.654639).  За даними Бюро перепису населення США в 2010 році місто мало площу 5,40 км², з яких 4,53 км² — суходіл та 0,87 км² — водойми.

### Клімат
| Клімат : Гарбор-Біч     | Клімат : Гарбор-Біч | Клімат : Гарбор-Біч | Клімат : Гарбор-Біч | Клімат : Гарбор-Біч | Клімат : Гарбор-Біч | Клімат : Гарбор-Біч | Клімат : Гарбор-Біч | Клімат : Гарбор-Біч | Клімат : Гарбор-Біч | Клімат : Гарбор-Біч | Клімат : Гарбор-Біч | Клімат : Гарбор-Біч | Клімат : Гарбор-Біч |
| Показник                | Січ.                | Лют.                | Бер.                | Квіт.               | Трав.               | Черв.               | Лип.                | Серп.               | Вер.                | Жовт.               | Лист.               | Груд.               | Рік                 |
| Абсолютний максимум, °C | 16,7                | 20,0                | 28,9                | 31,7                | 33,3                | 37,8                | 40,6                | 38,9                | 36,7                | 31,1                | 26,7                | 18,3                | 40,6                |
| Середній максимум, °C   | −2,3                | −1,2                | 3,1                 | 9,6                 | 15,6                | 21,1                | 24,3                | 23,8                | 20,2                | 13,4                | 6,6                 | 0,2                 | 11,2                |
| Середня температура, °C | −5,7                | −5,1                | −0,7                | 5,4                 | 11,1                | 16,6                | 19,7                | 19,3                | 15,4                | 9,2                 | 3,2                 | −2,7                | 7,1                 |
| Середній мінімум, °C    | −9,2                | −8,9                | −4,5                | 1,2                 | 6,6                 | 12,1                | 15,2                | 14,7                | 10,7                | 4,9                 | −0,2                | −5,7                | 3,1                 |
| Абсолютний мінімум, °C  | −28,3               | −30                 | −24,4               | −16,1               | −4,4                | 0,0                 | 3,3                 | 1,7                 | −6,1                | −8,3                | −15,6               | −25,6               | −30                 |
| Норма опадів, мм        | 60                  | 50                  | 52                  | 74                  | 83                  | 76                  | 71                  | 83                  | 102                 | 73                  | 80                  | 62                  | 867                 |
| Днів з опадами          | 16,1                | 11,7                | 10,7                | 11,6                | 10,7                | 10,1                | 9,1                 | 9,6                 | 10,8                | 13,1                | 13,7                | 15,4                | 142,6               |
| ----------------------- | ------------------- | ------------------- | ------------------- | ------------------- | ------------------- | ------------------- | ------------------- | ------------------- | ------------------- | ------------------- | ------------------- | ------------------- | ------------------- |
| Джерело: NOAA           |                     |                     |                     |                     |                     |                     |                     |                     |                     |                     |                     |                     |                     |

## Демографія
Згідно з переписом 2010 року, у місті мешкали 1703 особи в 774 домогосподарствах у складі 454 родин. Густота населення становила 315 осіб/км².  Було 975 помешкань (181/км²).
Расовий склад населення:
| - 96,4 % — білих - 1,1 % — азіатів - 0,4 % — корінних американців - 0,2 % — чорних або афроамериканців |

До двох чи більше рас належало 1,8 %. Частка іспаномовних становила 0,6 % від усіх жителів.
За віковим діапазоном населення розподілялося таким чином: 20,4 % — особи молодші 18 років, 56,9 % — особи у віці 18—64 років, 22,7 % — особи у віці 65 років та старші. Медіана віку мешканця становила 47,7 року. На 100 осіб жіночої статі у місті припадало 90,5 чоловіків;  на 100 жінок у віці від 18 років та старших — 85,2 чоловіків також старших 18 років.
Середній дохід на одне домашнє господарство  становив 47 913 долари США (медіана — 31 205), а середній дохід на одну сім'ю — 56 988 доларів (медіана — 47 500). Медіана доходів становила 41 713 долари для чоловіків та 31 974 долари для жінок. За межею бідності перебувало 19,9 % осіб, у тому числі 34,0 % дітей у віці до 18 років та 12,6 % осіб у віці 65 років та старших.
Цивільне працевлаштоване населення становило 688 осіб. Основні галузі зайнятості: освіта, охорона здоров'я та соціальна допомога — 29,1 %, виробництво — 23,0 %, мистецтво, розваги та відпочинок — 10,5 %, роздрібна торгівля — 5,5 %.